# Diana Predoi
Diana Liliana Predoi (n. 11 mai 1995, în Târgu Jiu) este o handbalistă română care până în vara anului 2020 a evoluat pe postul de extremă stânga pentru echipa CS Măgura Cisnădie.
Pe 4 iulie 2020 Diana Predoi s-a căsătorit cu handbalistul Didi Hrimiuc.

## Palmares
- Cupa EHF:
  - Grupe: 2020